# درسمند
درسمند (به انگلیسی: Darsamand) یک شهرک در پاکستان است که در ناحیه هنگو واقع شده‌است.